# Can Sibeques
Can Sibeques és una casa del municipi de Palau-saverdera (Alt Empordà) inclosa en l'Inventari del Patrimoni Arquitectònic de Catalunya.

## Descripció
Està situada al nucli urbà de la població i ubicada a la Plaça de Catalunya. Es tracta d'una casa unifamiliar de planta baixa i pis, amb terrassa lateral. La façana principal presenta un parament recobert per grans plaques rectangulars de color blanc. Les obertures es troben emmarcades amb una motllura pintada de color groc i són rectangulars. Al pis s'obre amb balcó corregut de tres finestrals d'obertura rectangular emmarcats i amb les llindes decorades amb motllures, a manera de guardapols. Corona la façana una balustrada interrompuda per trams d'obra construïts.

## Història
En ser una edificació moderna no es tenen constància de notícies històriques. Així i tot el nom de la casa fa referència a un dels seus propietaris en Marit Sivecas Serrats (Palau-saverdera, 1872-1925). Va regentar una fleca al mateix carrer nou i posteriorment va ser fiscal municipal i alcalde de Palau durant els biennis 1910-13. Va ser una de les figures distingides de palau i morí jove, poc després de fer els 55 anys.